# کانتون سالیناس
کانتون سالیناس (به اسپانیایی: Cantón Salinas) یک منطقهٔ مسکونی در اکوادور است که در استان سانتا النا واقع شده‌است.